# Inflacja egzogeniczna
Inflacja egzogeniczna to rodzaj inflacji, którą wywołują czynniki zewnętrzne, niezależne od układu gospodarczego.
Przez czynniki zewnętrzne należy tu rozumieć na przykład nieurodzaje w rolnictwie, klęski żywiołowe itp., powodujące wzrost cen